# Thiotte
Thiotte este o comună din arondismentul Belle-Anse, departamentul Sud-Est, Haiti, cu o suprafață de 126,33 km2 și o populație de 23.041 locuitori (2009).